# Браян Льюїс
Браян Льюїс (англ. Brian Lewis; нар. 5 грудня 1974, Сакраменто, Каліфорнія, США) — американський легкоатлет, що спеціалізується на спринті, олімпійський чемпіон 2000 року, чемпіон світу.

## Кар'єра
| Рік             | Змагання         | Місто             | Місце           | Дисципліна            | Примітки        |
| Представник США | Представник США  | Представник США   | Представник США | Представник США       | Представник США |
| --------------- | ---------------- | ----------------- | --------------- | --------------------- | --------------- |
| 1997            | Чемпіонат світу  | Афіни, Греція     | —               | естафета 4×100 метрів | DNF             |
| 1999            | Чемпіонат світу  | Севілья, Іспанія  | 5 (півфінал)    | біг на 100 метрів     | 10.13           |
| 1999            | Чемпіонат світу  | Севілья, Іспанія  | 1               | естафета 4×100 метрів | 37.59           |
| 2000            | Олімпійські ігри | Сідней, Австралія | 1               | естафета 4×100 метрів | 37.61           |